# Боари, Лучилла
Лучилла Боари (итал. Lucilla Boari; 24 марта 1997, Мантуя, Италия) — итальянская спортсменка, стрелок из лука, бронзовый призёр Олимпийских игр 2020 года, участница летних Олимпийских игр 2016 года, призёр этапа Кубка мира. Чемпионка и призёр  Европейских игр.

## Карьера
Заниматься стрельбой из лука Лучилла Боари начала в 2004 году. На международных турнирах итальянская лучница дебютировала в 2010 году. В октябре 2013 года Боари дошла до четвертьфинала юношеского чемпионата мира, но там в перестрелке уступила представительнице Гватемалы Регине Ромеро. В командном первенстве итальянская сборная стала 9-й. На молодёжном чемпионате мира 2015 года Лучилла выбыла в 1/8 финала, уступив американке Маккензи Браун. В августе 2015 года Боари дебютировала на этапах взрослого Кубка мира и на первом же своём турнире в польском Вроцлаве дошла до четвертьфинала, где на тайбрейке проиграла немке Элене Рихтер. В июне 2016 года итальянская сборная впервые за долгое время смогла попасть в число призёров, заняв третье место на предолимпийском этапе мирового Кубка в турецкой Анталье.
Летом 2016 года Лучилла Боари вошла в состав сборной для участия в летних Олимпийских играх в Рио-де-Жанейро. По итогам квалификации Боари показала лучший результат в своей сборной и 7-й среди всех спортсменок. В квалификации командного турнира итальянки показали 6-й результат, из-за чего им пришлось стартовать с первого раунда. В плей-офф итальянские лучницы уверенно победили сборные Бразилии (6:0) и Китая (5:3), но затем в полуфинале уступили российским спортсменкам 3:5. В поединке за третье место Лучилла Боари, Гвендалина Сартори и Клаудия Мандия уступили тайваньским лучницам 3:5 и заняли обидное четвёртое место. В личном турнире Боари уступила уже в первом раунде соревнований. По ходу поединка с австралийкой Элис Ингли, показавшей в квалификации 58-й результат, итальянская лучница ни разу не смогла набрать больше 25 очков, а в четвёртой партии и вовсе смогла выбить лишь 20 очков за три выстрела (7, 7, 6).
В сентябре 2017 года Боари впервые выступила в финале Кубка мира, который проходил в Риме. Лучилла стала обладательницей домашней квоты. В четвертьфинале ей досталась в соперники первый номер мирового рейтинга кореянка Чхан Хе Джин, которая и одержала победу со счётом 7:3. Лучилла Боари выступила на молодёжном чемпионате мира, который прошёл в Росарио. Она завоевала золото в составе женской сборной Италии, а также дошла до четвертьфинала в миксте. В индивидуальном первенстве она потерпела поражение уже на стадии 1/32 финала. Неудачным для неё сложился и индивидуальный турнир на чемпионате мира в Мехико, где она проиграла в первом раунде. В женском командном первенстве итальянки достигли 1/16 финала.
В 2018 году Боари участвовала на этапах Кубка мира в Берлине и Анталии, но выбыла из борьбы уже на стадиях 1/16 финала.
В 2019 году Боари на этапе Кубка мира в Медельине дошла до 1/16 финала в индивидуальном первенстве и четвертьфинала в миксте. Она приняла участие на Европейских играх в Минске, где стала чемпионкой в составе женской команды. В индивидуальном первенстве она вышла в финал, где уступила соотечественнице Татьяне Андреоли. На чемпионате мира в Хертогенбосе она вновь потерпела неудачу в первом матче плей-офф личного первенства, а в команде дошла до 1/8 финала.
Боари на вторых для себя Олимпийских играх в Токио стала 23-й в рейтинговом раунде. В первом раунде женского индивидуального первенства итальянская лучница попала на соотечественницу Кьяру Ребальяти, сумев победить со счётом 6:4. Матч второго раунда против белорусской лучницы Анны Марусовой потребовал перестрелки при счёте 5:5 по сетам, и итальянка оказалась точнее. В третьем раунде против У Цзясинь из Китая Боари одержала победу, а в полуфинале проиграла россиянке Елене Осиповой с сухим счётом. В матче за бронзу против американки Маккензи Браун итальянская лучница одержала победу со счётом 7:1.